# Portugueses no Paquistão
Os portugueses no Paquistão são cidadãos ou residentes no Paquistão de origem portuguesa . Atualmente, em 2021, apenas 64 cidadãos portugueses estão oficialmente registrados como residentes no Paquistão.

## História
É historicamente conhecida a presença de uma pequena comunidade portuguesa no que hoje é o Paquistão.
A maioria das pessoas de origem portuguesa pode ser encontrada entre a comunidade goesa do país, concentrada em Karachi muito antes da independência do Paquistão. Esses colonos vieram de Goa, no oeste da Índia, e para aproveitar as oportunidades econômicas, migraram para os principais centros comerciais durante o Raj britânico, entre eles Karachi.
Em 1510, os portugueses conquistaram Goa, tornando-a uma de suas colônias ultramarinas na Índia. Goa permaneceu sob domínio português até ser anexada pela Índia em 1961. Durante esse período, os goeses mantiveram a sua condição de súditos portugueses, e muitos dos que se estabeleceram em Carachi possuíam passaportes portugueses; posteriormente alguns adquiriram a cidadania paquistanesa. A presença do domínio português em Goa resultou na formação de uma comunidade católica goesa e deixou marcas das influências portuguesas na cultura, língua e culinária local. Essas influências foram trazidas pelos migrantes goeses para Karachi. Na época da partição em 1947, estima-se que a comunidade goesa em Karachi chegasse a rondar as 15.000 pessoas.

## Cultura
A comunidade portuguesa desempenhou um papel ativo na criação de escolas missionárias em várias partes do Paquistão. Além disso, músicos e bandas de Portugal estiveram ativamente envolvidos na cena musical do país e na alta sociedade durante o final do século XX, realizando apresentações em renomados hotéis e casas noturnas em Karachi ao longo de várias décadas. Infelizmente, a maioria desses músicos dessa geração posteriormente faleceu ou emigrou.

## Paquistaneses de ascendência portuguesa
| Nome                   | Nascimento e Morte | Ocupação                   | Notas                   |
| ---------------------- | ------------------ | -------------------------- | ----------------------- |
| Max Rodrigues          | 1938 -             | Bispo                      | descendência portuguesa |
| Mervyn Middlecoat      | 1940 - 1971        | piloto de caça paquistanês | descendência portuguesa |
| Bernadette Louise Dean | ?                  | acadêmico                  | descendência portuguesa |
| Dilshad Vadsaria       | 1985               | Atriz                      | descendência portuguesa |